# Різників Олексій Сергійович
Різників Олекса Сергійович (нар. 24 лютого 1937, м. Єнакієве Сталінської, нині Донецької обл.) — відомий український письменник, мовознавець, просвітянин, громадський діяч. Повний кавалер ордену «За заслуги», лауреат літературних премій.
Живе й працює в Одесі.

## Життєпис
Батько Різників Сергій Іванович (1907—1989) був «розкуркулений», висланий на Урал, але втік звідти. 1936 р. одружився в Єнакієвому з Катериною Іванівною Сологуб (1905—1990). Сім'я дотримувалася національних і релігійних традицій. Батько в перші дні війни був мобілізований, потрапив у німецький полон, тому відбув ще й ув'язнення в радянському концтаборі. Повернувся 1946 р., коли Олекса вже ходив до другого класу. Голод 1947 р. вигнав сім'ю до родичів у Первомайськ (Богопіль) Миколаївської обл. Батько віддав сина в російську школу, де над ним сміялися за українську вимову. З 1952 р. Олекса відвідує літстудію при газеті «Прибузький комунар», пише вірші російською мовою, друкується. На вірш про смерть Сталіна мати сказала: «Сталін — це антихрист, Ленін — це антихрист. Бог на світі є. Але ти дивися, в школі не обмовся, що віруєш у Бога».
З цією роздвоєністю 1954 року Олекса Різників закінчив школу. Не вступивши на математичний факультет Одеського університету, рік працював у Первомайську в інвентарбюро. Наступного року не вдалося вступити й на філфак, тому пішов в Одеське державне художньо-технічне училище. Світло-технічний факультет закінчив 1958 р., працював електроосвітлювачем Кіровоградського українського музично-драматичного театру ім. Кропивницького. Юнака дивувало, що талановиті українські артисти поза сценою розмовляють між собою російською мовою. Сам Р. розмовляв здебільшого одеським жорґоном, та в колі друзів якось запропонував: «Проведімо тиждень української мови. Ми ж в українському театрі працюємо». Тоді він написав вірша: «Я забув українську мову, я забув Запорізьку Січ».
Критика культу особи Сталіна, окупація Угорщини, бідність народу спонукають не лише до розмов, а й до дій. На початку липня 1958 р. запропонував своєму приятелеві Володимиру Барсуківському скласти листівку. 20.07.1958 В.Барсуківський привіз у Первомайськ окремі фрази для листівки, на березі річки Синюхи удвох склали її текст, який згодом доопрацьовували у Кіровограді і давали читати кільком друзям, зокрема, Станіславу Швецю. Це «Обращение к народу» містило цілком зрілі гасла: «Довольно раскалывать мир на два так называемых лагеря! Долой атеистическую пропаганду! Дайте свободу народу! Долой фашистскую диктатуру партии!». Листівку підписали: «Союз борьбы за освобождение народа (СОБОЗОН)». Видрукували до півсотні примірників її на машинці харчокомбінату, де працював Барсуківський, а також на машинці С. Швеця. Поширили листівку 7-8 листопада 1958 р. в Кіровограді (Різників), в Одесі (Барсуківський). Кілька листівок поширили їхні друзі. Деякі листівки пильні громадяни позривали і негайно принесли в КГБ.
9.11.1958 року Олекса Різників призваний в армію, служив у Севастополі. Його обрали секретарем комсомольської організації. Публікував вірші в газеті школи радіометристів «Вымпел», у севастопольській військовій морській газеті.
У лютому 1959 р. Різникова покликали на експеримент з друкуванням — отже, КГБ натрапив на слід. Його переводять служити в Одесу, у вересні влаштовують зустріч з В. Барсуківським, з вивідачем Юрієм Михайликом. 30.09.1959 р. слідчий відділ УКГБ Одеської області порушив кримінальну справу проти О. Різникова і В.Барсуківського.
1.10. 1959 р. проведені обшуки у С. Швеця та в батьків Різникова у Первомайську, у В. Барсуківського в Одесі, у Різникова в кубрику, де вилучили течку з віршами й оповіданнями (деякі з них згодом були визнані наклепницькими). С.Швець був затриманий на 1 добу. Слідство щодо Різникова та Барсуківського вів п/п-к Мєнушкін в КГБ: "У вас есть стихотворение «Вам». Скажите, кто это люди, которые не знают, «с жира делать что» и «тратят тысячи на пустяки»? — «Спекулянти, які обдурюють людей». — «Алексей Сергеевич… Ладно. У вас есть рассказ „А все-таки хорошо“. Там написано, что нам нельзя обгонять Америку, потому что голый зад виден будет. Что вы имели в виду?» — «Ну, почув такий анекдот».
Через кілька днів юнаки призналися до листівки, визнали себе винними, що зробили це під впливом критики культу особи Сталіна. Слідство тривало три місяці. «Національного моменту» в «злочинній діяльності» Різникова та Барсуківського не виявили (тест: листівка і вірші російськомовні, до вбивства 15.10.1959 р. в Мюнхені Степана Бандери поставилися байдуже). Тим часом їхнє національне прозріння відбулося саме під час слідства. О. Різників брав у бібліотеці українські книжки, зокрема, «Тюремні сонети» Івана Франка в перекладах на російську мову. А коли 1.01.1960 р. його звели в одній камері Одеської тюрми з В.Барсуківським, то вони перейшли на українську мову, записували з радіо і вивчали українські пісні. Напередодні суду, що відбувся 15.02.1960, Різників написав двозначного вірша і зачитав його на суді замість останнього слова:
Я все прочистил, все я смазал,
Суда, раскаянья слезой,
Другую жизнь собрать я должен
И я клянусь, что соберу!
Насправді йшлося про нове життя українця.
Військовий трибунал Одеського військового округу (суддя полковник Горбачов) визнав доведеною вину О. Різникова і В.Барсуківського в проведенні «антирадянської агітації і пропаганди» за ст. 7 ч. 1 Закону «Про кримінальну відповідальність за державні злочини» в редакції від 26.12. 1958 р., а звинувачення за ст. 9 у створенні на флоті антирадянської організації «Мы тоже люди» визнав необґрунтованим. Суд урахував позитивні характеристики і призначив обом покарання 1,5 р., чим дуже втішив юнаків, які сподівалися якщо не кари смерти, то 15 р. ув'язнення. Протест прокурора залишився без задоволення.
Олекса Різників карався в таборі ЖХ-385/11, селищі Явас, Мордовія. Тоді режим був відносно м'яким. Дружив з Сергієм Бабичем, з поетом Сашком Григоренком, з Олексою Гірником. Спілкувався з повстанцями-25-літниками, від яких вивчив польську мову, займався йогою, написав багато віршів. Багато читав: звільнився 1.04.1961 р. з п'ятьма дерев'яними чемоданами книг.
У Первомайську влаштувався на гранітний кар'єр електриком. 1962—1967 рр. навчався на заочному відділі філологічного факультету Одеського університету, де тоді навчалися Володимир Барсуківський і 42-річний Святослав Караванський, який познайомив його зі своєю дружиною Ніною Строкатою.
1963 року Олекса Різників перебрався до Одеси. Мав тимчасову прописку, працював в «Одесаенерго» електриком — міняв лічильники. У 1964-67 — літпрацівник газети «Одеський політехнік» Політехнічного інституту, 1968-69 — співробітник газети «Народна трибуна» (Балта Одеської обл.). Працював на Одеській кіностудії, звідки звільнили з ідеологічних міркувань. Працював електриком у домокомбінаті, секретарем у школі, учителем української мови вечірньої школи № 14 — мав 9 годин. О. Різників брав участь в українському хорі, в колядуваннях. З ініціативи С. Караванського одесити, в тому числі й Олекса Різників, збирали книжки для українців Кубані, спрямовували листи про русифікацію в газети, в Міністерство освіти, прокурору.
1969 року мала вийти запланована книжка віршів Олекси Різниківа «Вибухає весна», але відомий літературний погромник Іван Дузь дав на неї негативну рецензію і з нею зволікали аж до арешту 11.10.1971 р. Ще 9.08.1971 р. був заарештований Олекса Притика, в якого вилучили багато літератури самвидаву. 6.12.1971 р. заарештована Ніна Строката-Караванська. Два місяці О. Різників не давав показів. Окрім показів О.Притики, що Різників мав статті В.Мороза, І.Дзюби, «Український вісник», слідство проти О. Різникова практично нічого не мало. Слідчий Брашко за зізнання і співпрацю обіцяв звільнити, сприяти виданню книжки та інші блага.
Одеський обласний суд розглядав справу Н. Строкатої, О. Різнікова і О. Притики від 4 до 19.05.1972 р. Це був найперший суд з «покосу» 1972 року.
Різників відмовлявся брати в ньому участь, доки до зали не впустили родичів. За звинуваченням у проведенні антирадянської агітації і пропаганди (ч.1 ст. 62 КК УРСР) Різників був засуджений на 5,5 років таборів суворого режиму. Н. Строката дістала 4 роки, Притика — 2 роки.
Різників спрямований до табору ВС-389/36, с. Кучино Пермської обл., куди прибув у кінці літа 1972. Відповідь на касаційну скаргу з Верховного суду одержав аж у листопаді 1972 р. і тиждень (5-12.12) в знак протесту голодував, а також до кінця терміну голодував 11 числа кожного місяця. Спілкувався з Євгеном Сверстюком, Левком Лук'яненком, Олесем Сергієчком, Володимиром Мармусом, Тарасом Мельничуком, з євреями-«самольотчиками». Розробив собі програму-мінімум на всі 5 років: з литовцем Сімасом Кудіркою та латвійцем Ґунаром Астрою вивчав литовську і латиську мови, працював над кореневим «Компактним словником», багато читав, досліджував виникнення мов і щодня писав вірші. Усі вони, крім перших двох зошитів, збереглися (від 76-го вірша до 1700-го). 1973 р. єврей Ар'є Вудка вивчив кілька віршів Різниківа і разом з віршами інших ув'язнених українських поетів через три роки вивіз їх у пам'яті і опублікував їх у 1977 р. в Мюнхені окремою книжкою «Поезія з-за колючих дротів».
За місяць до звільнення (11.05.1977) з вісьмома чемоданами книг Р. етапований до Миколаєва. Примусово поселений у Первомайську, біля матері й батька. Два роки працював у пологовому будинку електриком. У 1980 р. влаштувався в інтернат для неповноцінних дітей, де пропрацював 10 років.

## Творчість
Наприкінці 1980-х років створював Народний Рух, товариство «Просвіта».
1990 р. у видавництві «Маяк» вийшла його перша книжка віршів «Озон».
У грудні 1990 року прийнято до Спілки письменників України.
Друга книжка — «Терновий вогонь» з доданою до неї статтею «Я винен тим, що українець», вийшла у видавництві «Український письменник» у 1993 р. За неї в 1995 р. Р. присуджена премія Павла Тичини.
1997 його обрано членом керівництва Всеукраїнського «Меморіалу» імені Стуса, призначено головою обласної комісії з питань реабілітації (на громадських засадах), обрано головою Одеської обласної «Просвіти». Р. — член правління Конґресу української інтеліґенції, голова комісії в комітеті «Нюрнберг-2»..
За книгу «Наодинці з Богом» (1998 р., 400 с.), куди увійшли практично всі вірші та поеми, написані Р. на той час, отримана муніципальна премія ім. К.Паустовського.
У 2000 вийшли друком книги «З людей» та «Промінь з Одеси», присвячена дружині багаторічного політв'язня радянських таборів Святослава Караванського — Ніні Строкатій-Караванській.
У 2001 р. побачила світ книга «Одноримки», що була доповнена і перевидана у 2011 як «Одноримки. Словник омонімів та схожословів».
У 2002 р. вийшли книги «Спадщина тисячоліть» (з підзаголовком «Чим українська мова багатша за інші?») та «Двострунне грало».
У 2003 р. зібрав і упорядкував книгу «Їдло-33.Словник голодомору» у якій відображена 291 позиція — від «акації цвіт» до «ящірки»
З 2018 по 2020 рр. видав 8 випусків книги «Словогрона українські: стислий кореневий словник».
У 1995—1996 рр. працював інспектором міськвно з питань мови, брав участь у створенні книжки для вчителів «Ми — одесити».
З 1996 р. керує літстудією в Будинку дитячої творчості. Серед його вихованців — Ніна Кур‘ята, Ганна Костенко, Ірина Тома, Олександр Птащенко, Олександра Григор'єва, Олександр Чайківський, Дмитро Дроздовський (лауреат міжнародної премії Олеся Гончара), що нині є членами НСПУ та початківці — Ганна Осадчук, Марина Андрущенко та інші, що вже мають власні книги.
Вдівець, має доньку Ярославу (1969 р. н.), онуку Юлю (1989 р. н.), правнучок Софію (2017 р.н.) та Марію (2019 р.н.)

## Нагороди
- Орден «За заслуги» I ст. (7 грудня 2018) — за вагомий особистий внесок у розвиток національної культури і мистецтва, багаторічну просвітницьку діяльність та з нагоди 150-річчя заснування товариства «Просвіта»[2]
- Орден «За заслуги» II ст. (18 листопада 2009) — за визначний особистий внесок у відстоювання національної ідеї, становлення і розвиток Української незалежної держави та активну політичну і громадську діяльність[3]
- Орден «За заслуги» III ст. (26 листопада 2005) — за вагомий особистий внесок у національне та державне відродження України, самовідданість у боротьбі за утвердження ідеалів свободи і незалежності, активну громадську діяльність[4]

Лауреат літературних премій ім. Павла Тичини (1995), ім. Костянтина Паустовського (1999), «Твої імена, Одесо-2001», ім. Тараса Мельничука (2004), ім. Степана Олійника (2011), ім. Бориса Грінченка (2011), ім. Ярослава Дорошенка (2015), ім. Тодося Осьмачки (2016), ім. Леоніда Череватенка (2017), ім. Юрія Горліса-Горського (2018), ім. Євгена Маланюка (2019), премія Фонду Т.Шевченка (2021); двічі лауреат журналу «Україна» (1990, 1991) та журналу «Українська Культура» (1991).
За активну діяльність, спрямовану на державотворення, демократизацію суспільства й збереження історичної спадщини народу, Різників О. С. був нагороджений Почесною грамотою і Подякою Міносвіти і науки України; медалями: «Почесна відзнака» НСПУ; «Будівничий України» Товариства «Просвіта»; «Морська слава України», «Віра» Українського козацтва; Почесною грамотою, відзнакою і медаллю «Знак Пошани» Одеського міського голови; Відзнакою голови Одеської облдержадміністрації та ін.